# Aloe mutabilis
Aloe mutabilis är en grästrädsväxtart som beskrevs av Neville Stuart Pillans. Aloe mutabilis ingår i släktet Aloe och familjen grästrädsväxter. Inga underarter finns listade i Catalogue of Life.

## Bildgalleri

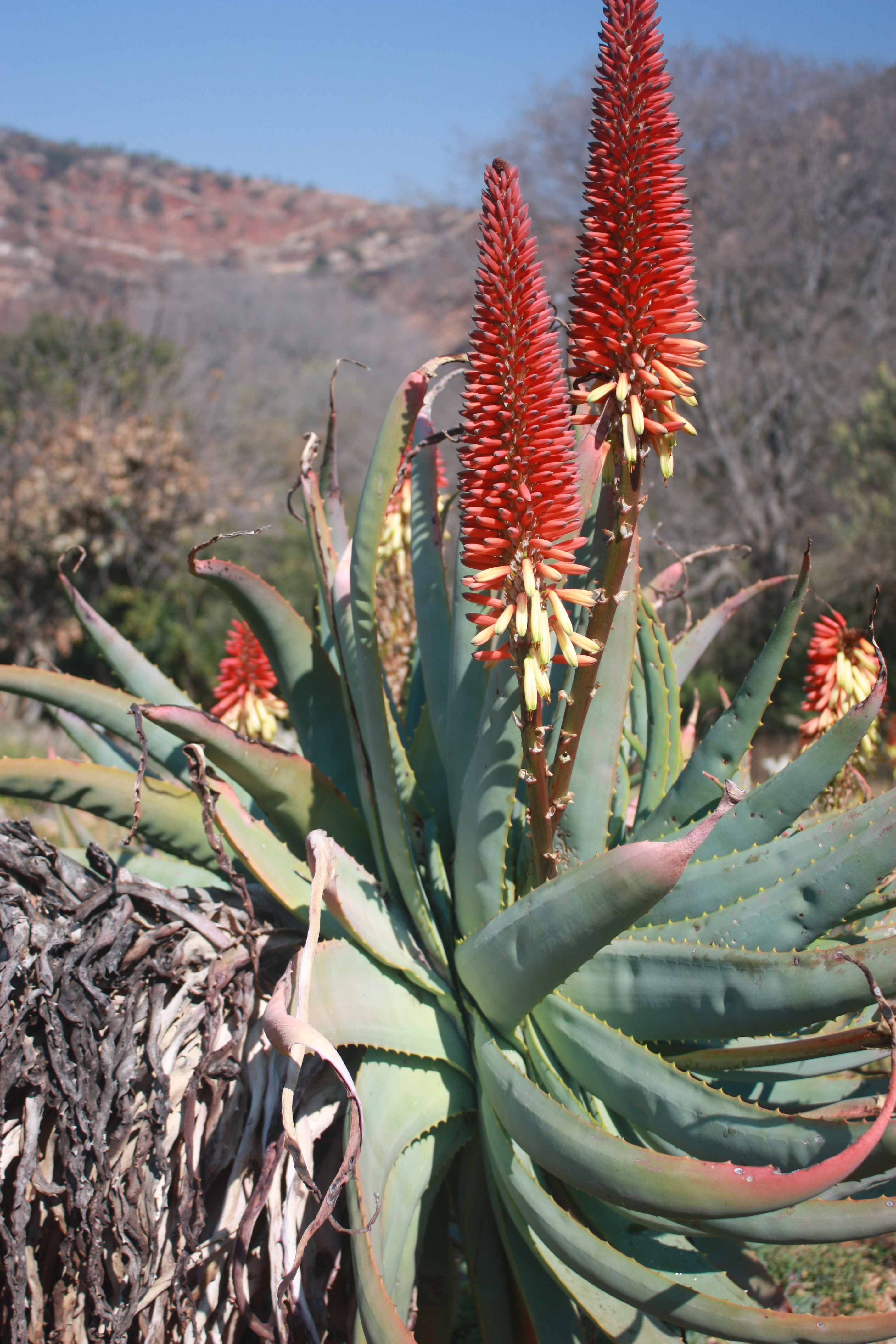
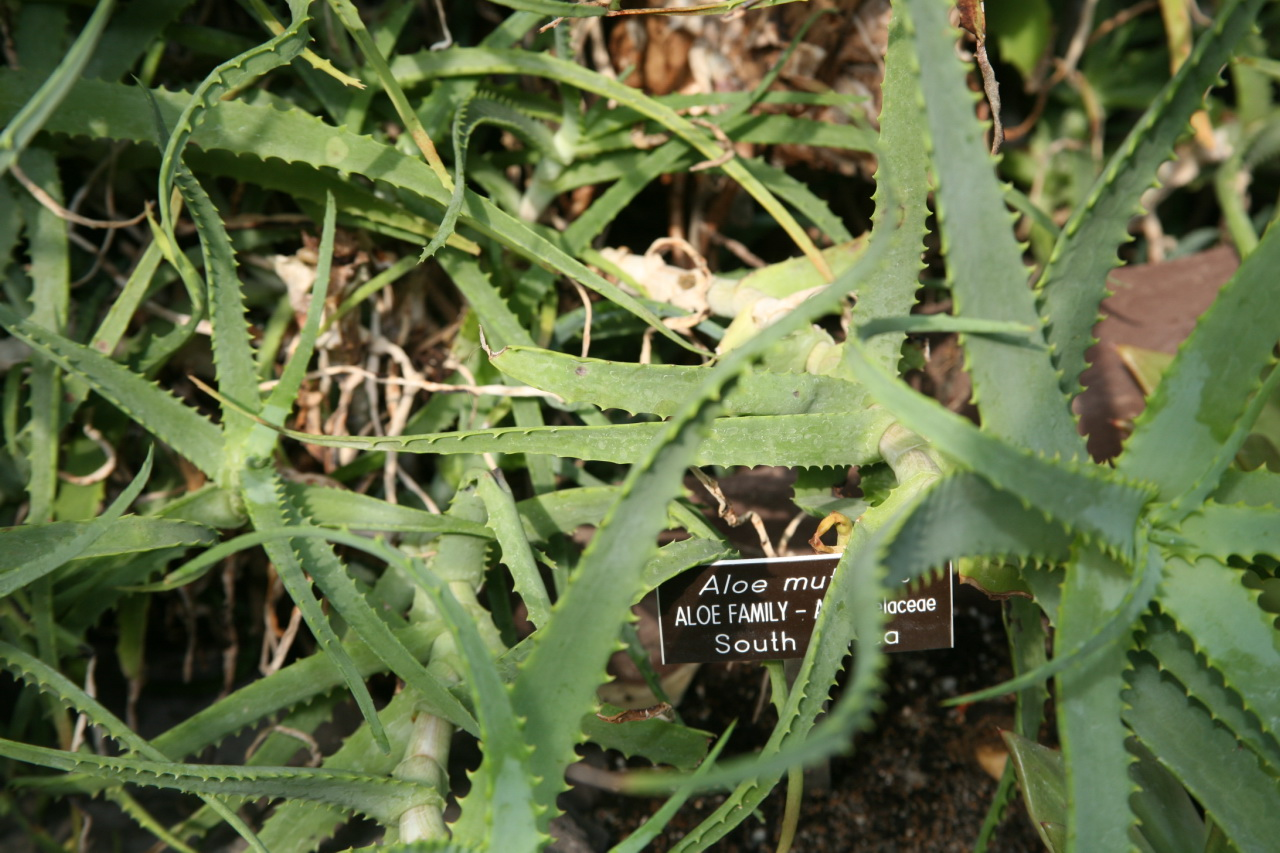
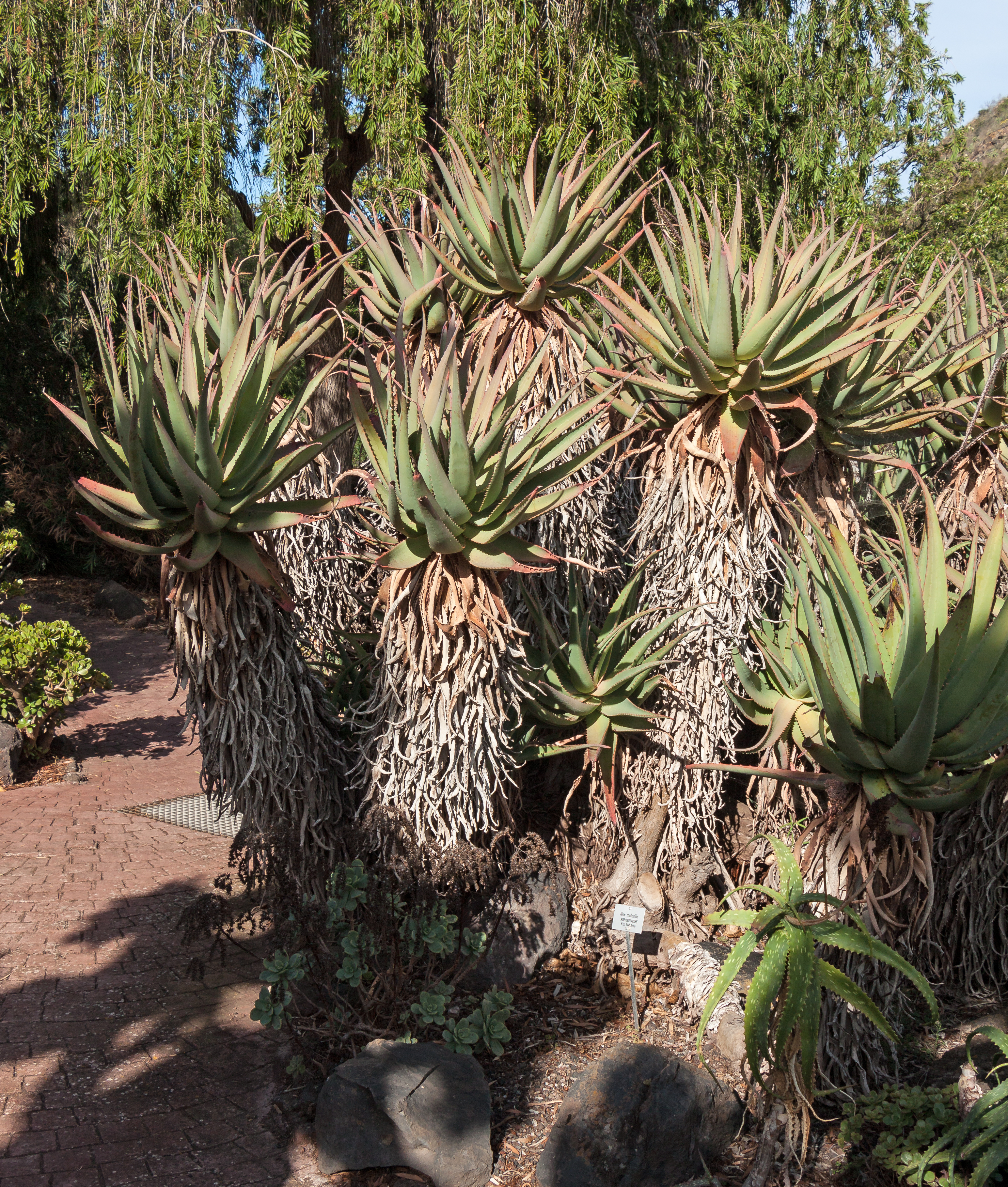